# Ludwinowo (rejon łohojski)
Ludwinowo (biał. Людзвінова; ros. Людвиново) – wieś na Białorusi, w obwodzie mińskim, w rejonie łohojskim, w sielsowiecie Krajsk.

## Historia
W czasach zaborów w powiecie wilejskim, w guberni wileńskiej Imperium Rosyjskiego.
W 1921 folwark leżał w Polsce, w województwie wileńskim, w powiecie wilejskim, w gminie Olkowicze. Po ustaleniu granicy, znalazł się po stronie Związku Radzieckiego.
Według Powszechnego Spisu Ludności z 1921 roku zamieszkiwało tu 5 osób, wszystkie były wyznania mojżeszowego i zadeklarowały żydowską przynależność narodową. Był tu 1 budynek mieszkalny.
Od czerwca 1941 roku pod okupacją niemiecką. W 1944 miejscowość została ponownie zajęta przez wojska sowieckie i włączona do Białoruskiej SRR.